# 巴西廖
巴西廖（義大利語：Basiglio），是意大利米兰省的一个市镇。总面积8平方公里，人口8090人，人口密度1011.3人/平方公里（2009年）。国家统计（ISTAT）代码为015015。